# Jérôme Bonnafont
Jérôme Bonnafont (8 de enero de 1961) es un diplomático francés, director del departamento de África y Oriente Medio del Ministerio de asuntos exteriores de Francia. Fue consejero del presidente Jacques Chirac de 1997 a 2007, embajador en la India de 2007 a 2011, director del gabinete de Alain Juppé, Ministro de Estado, Ministro de Asuntos Exteriores y embajador de Francia en España de 2012 a 2015.

## Orígenes
Jérôme Bonnafont nace el 8 de enero de 1961 en Neuilly-sur-Seine. Es el hijo de Jacques Bonnafont, director de empresas, y de Claudine Bernard, periodista y traductora. 

## Formación
Realizó sus estudios secundarios en el Lycée Hoche, en Versailles. Jérôme Bonnafont es diplomado del Institut d’Études Politiques de París y de la École Nationale d'Administration (promoción Denis Diderot, 1986).

## Carrera
Al ingresar en la carrera diplomática, fue destinado a Nueva Delhi en 1986, donde trabajó a las órdenes de los embajadores Jean-Bernard Mérimée y después André Lewin.
A finales de 1989, durante la caída del Muro de Berlín, se une a dirección de asuntos económicos y financieros del Ministerio de Asuntos Exteriores donde, bajo las órdenes del Sr. Pierre de Boissieu, participa en las negociaciones financieras vinculadas con la democratización de los países de Europa central y del este y en la conferencia de la creación del BERD, y sigue las actividades del Club de París, que en aquel entonces se ocupaba de las grandes anulaciones de la deuda africana.
A principios de 1991, al concluir la primera guerra del Golfo, es destinado a la embajada de Francia en Kuwait que reabre el embajador Jean Bressot, y más tarde en 1993 es destinado a la representación francesa ante Naciones Unidas, donde se encarga de las gestiones del Oriente Próximo y de Oriente Medio.
Ya en París, a finales de 1995, forma parte de la delegación francesa en la conferencia sobre la creación de la Corte Penal Internacional, a las órdenes del Sr. Marc Perrin de Brichambaut, y más tarde, en 1996, a petición de la Sra. Corinne Lepage, ministra de Medioambiente, asume la dirección del servicio de asuntos internacionales de ese ministerio.
Se une a la célula diplomática de la presidencia de la República en octubre de 1997, donde los embajadores Jean-David Lévitte, Jean-Marc de la Sablière y Maurice Gourdault-Montagne actuaban como guías, y sigue las cuestiones multilaterales, y en particular la preparación de las cumbres del G8. A petición del presidente Jacques Chirac, se ocupa especialmente de la creación de un Fondo Mundial de Lucha contra el Sida, de cuestiones de desarrollo, de cuestiones ecológicas y de la Francofonía. El presidente de la República le nombra portavoz en 2004, función que ocupará hasta el final del mandato en mayo de 2007.
Entonces es nombrado embajador de Francia en la India y participa en el desarrollo de la colaboración estratégica franco-india.
En 2011 fue llamado a la dirección del gabinete del Sr. Alain Juppé, Ministro de Estado, Ministro de Asuntos Exteriores, y en verano de 2012 es nombrado embajador de Francia en España. En el verano de 2015, es nombrado Director del departamento de África y Oriente Medio del Ministerio de Asuntos exteriores de Francia.